# الدغيمة
الدغيمة قرية مطلة على شرق نهر الفرات في ناحية الرمانة في قضاء القائم في محافظة الأنبار أقصى غرب العراق، في سنة 2012 كان عدد سكان الدغيمة 4468 ساكناً، الدغيمة في مقاطعة رقمها 4، واسمها البو حردان وختيلة والدغيمة، وفي سنة 2019 بلغ عدد سكان المقاطعة 21865 ساكناً، وعدد مساكنها 4071 مسكناً. زار المستشرق ألوا موسيل منطقة شرق تدمر والفرات الأوسط سنة 1912، وقال في كتابه (الفرات الأوسط: رحلة وصفية ودراسات تاريخية) «وفي 14 ر9 عبرنا شعب الدغيمة الصغير، ورأينا على الضفة اليمنى قرية العُبيدي الكبيرة، وعلى الضفة اليسرى توجد على مقربة من هذا المكان قرى الدغيمة والعشّ، والدرجة والحميزة، وتعرف كلها مجتمعة باسم رباط، كما يُعرف الطريق الذي كنا نسلكه الآن ب (دچة الدرهم) [دكّة الدرهم].».